# نيل وليامز (لاعب كرة الماء)
نيل وليامز (بالإنجليزية: Neil Williams)‏ هو لاعب كرة الماء نيوزيلندي، ولد في 15 نوفمبر 1918، وتوفي في 12 يناير 1998.